# Édouard Traviès

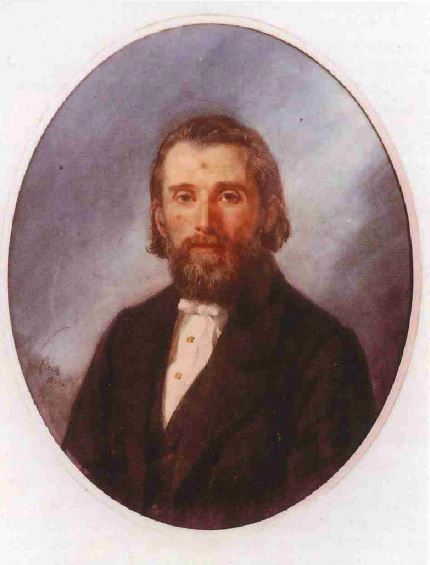
Edouard Travies gemalt von Fink im Jahre 1859 im Musée Lombart in Doullens

Édouard Traviès (* 24. März 1809 in Doullens; † 18. November 1876 im 5. Arrondissement in Paris) war ein naturwissenschaftlicher Maler.

## Leben und Wirken
Sein Vater Thomas Drinkwater Traviès stammte aus Manchester, seine Mutter Élise geb. Desvillers aus Whitehaven. Sein Bruder Charles-Joseph Traviès (1804–1859) war ebenfalls Maler. Verheiratet war er mit Claudine geb. Prélot.

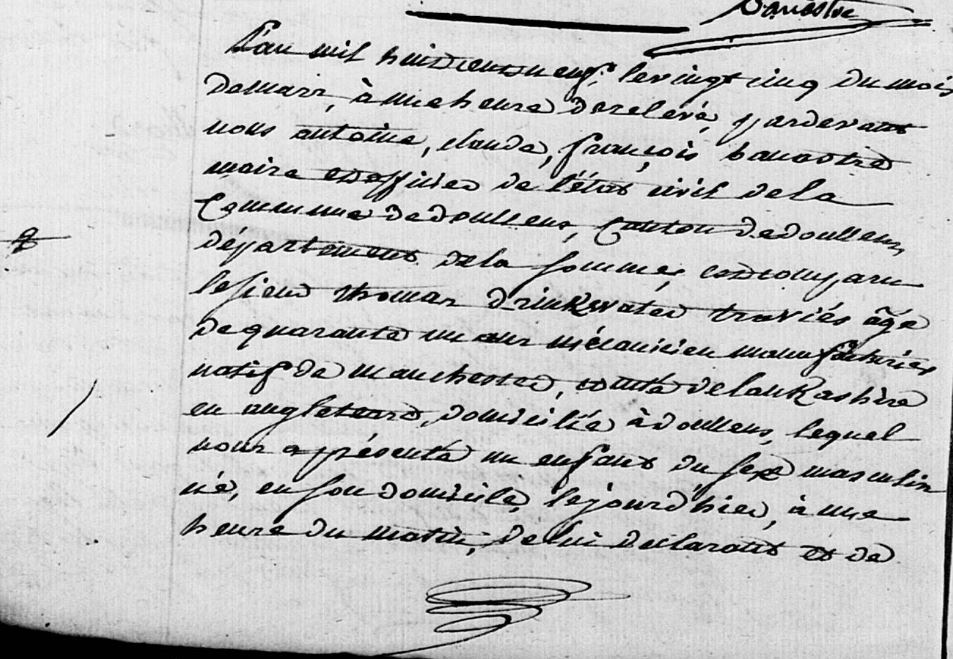
Eintrag seiner Geburt in Doullens (Teil 1)
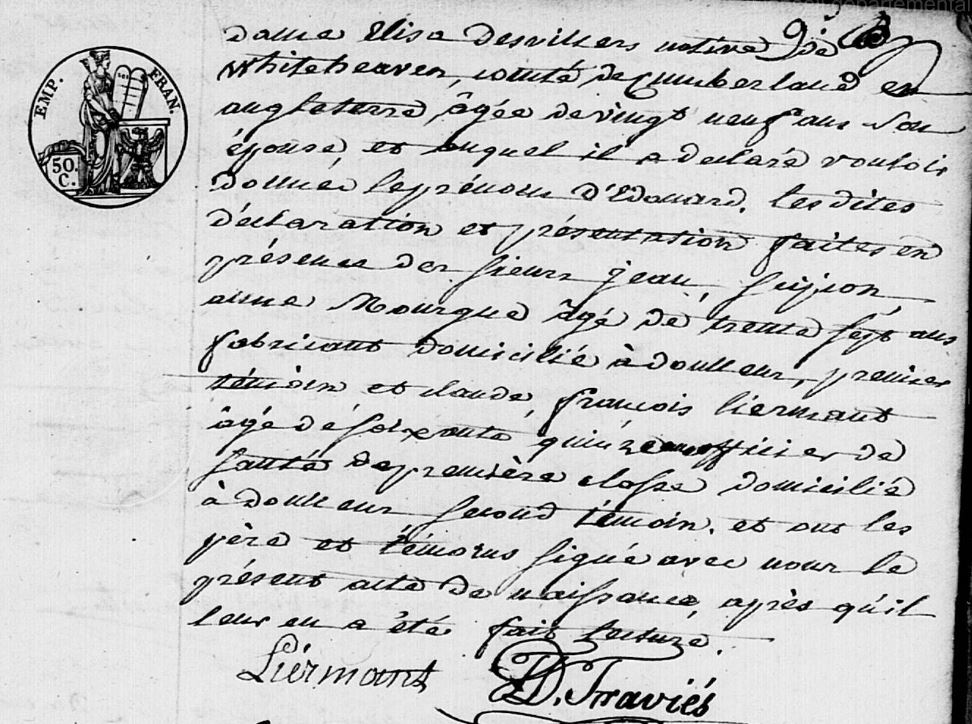
Eintrag seiner Geburt in Doullens (Teil 2)
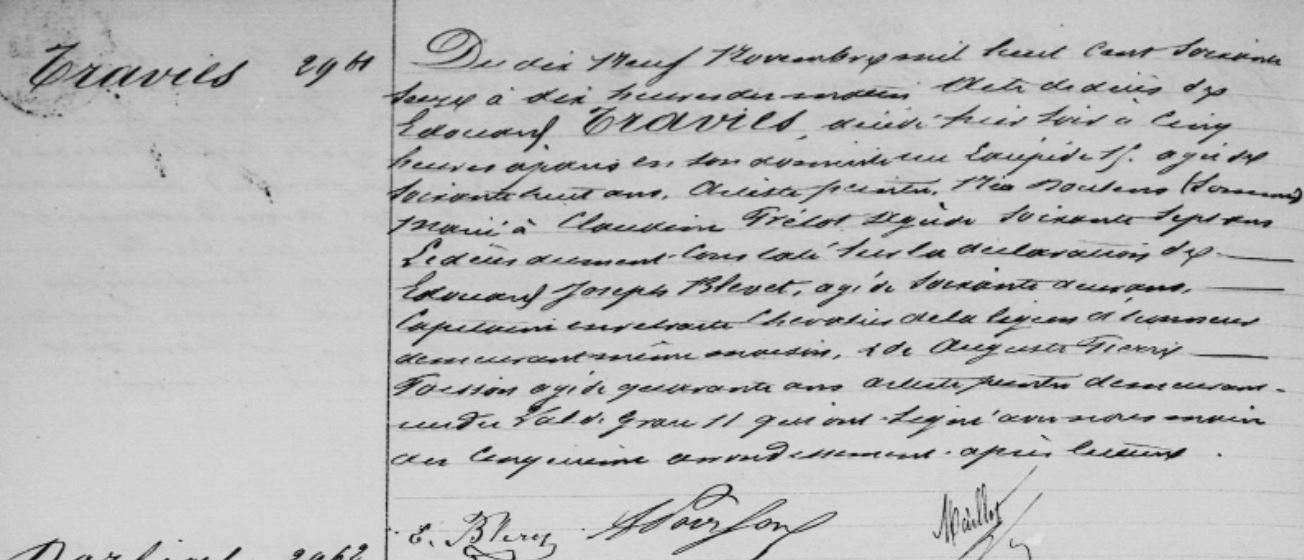
Eintrag seines Todes in Paris

Traviès galt als hervorragender Beobachter der Tierwelt und mit seinem außergewöhnlichen Talent malte er Reptilien, Amphibien, Fische, Säugetiere und vor allem Vögel. Durch Georges-Louis Leclerc de Buffon (1707–1788) entwickelte sich in Frankreich ein reges Interesse an der Naturkunde. So lernte Traviès in seiner Karriere Jean-Baptiste de Lamarck (1744–1829), Bernard Germain Lacépède (1756–1825), Georges Cuvier (1769–1832), Étienne Geoffroy Saint-Hilaire (1772–1844), René Primevère Lesson (1794–1849), Alcide (1802–1857) und Charles Henry Dessalines d’Orbigny (1806–1876) sowie andere Gelehrte. Zusätzlich zu den zahlreichen Büchern, in denen man seine Bilder findet, hat Traviès sieben Serien mit Lithografien hergestellt, die in Prospekten oder Alben präsentiert wurden.

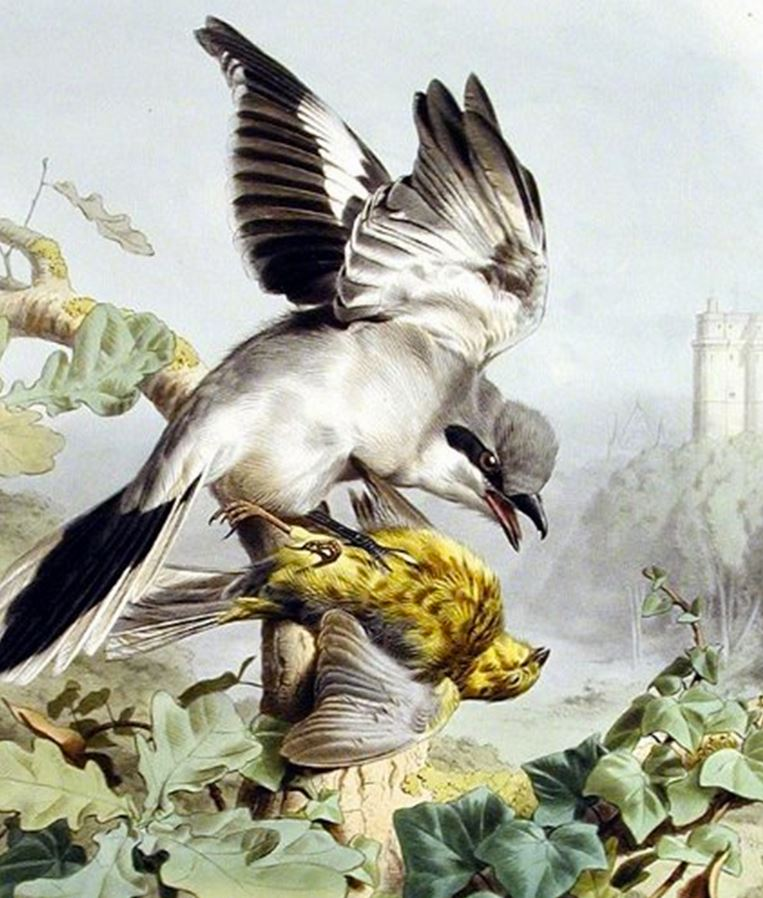
Raubwürger in Les Oiseaux Les Plus Remarquables von Traviès
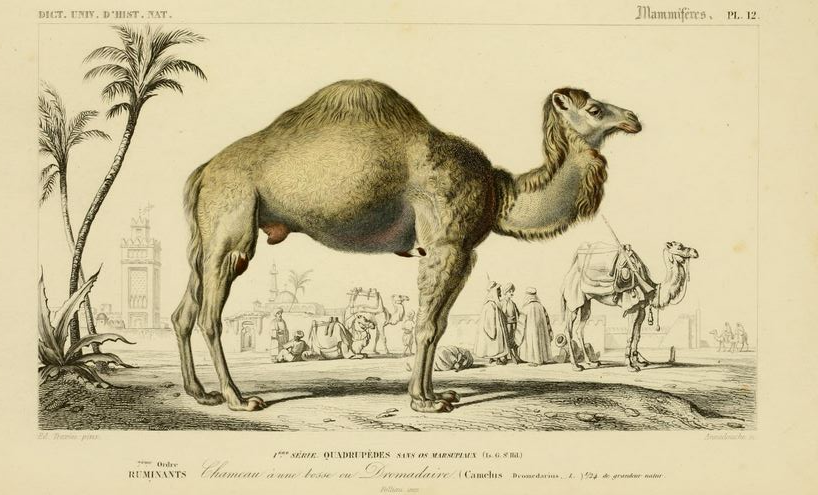
Dromedar in Dictionnaire universel d’histoire naturelle
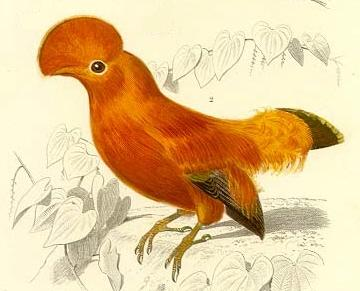
Andenfelsenhahn in Dictionnaire universel d’histoire naturelle
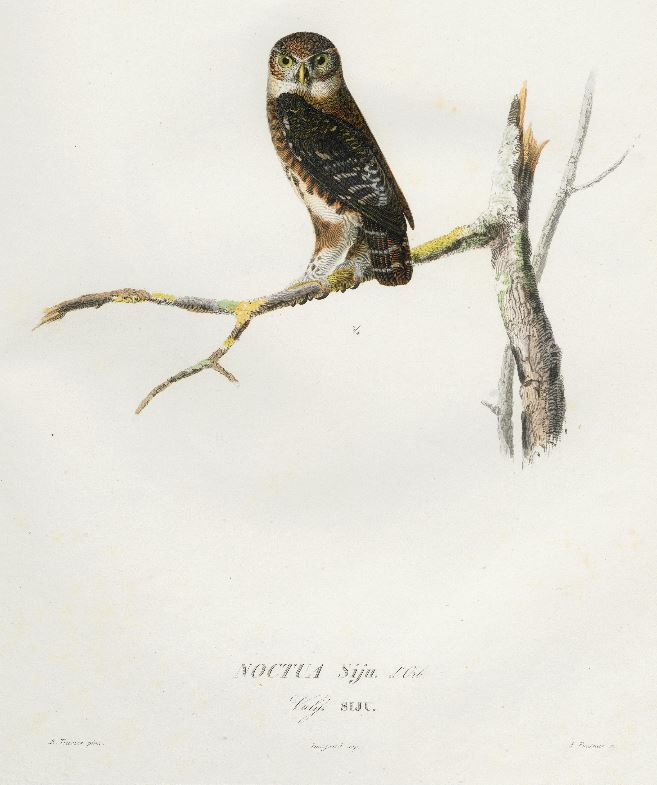
Kubazwergkauz in Histoire physique, politique et naturelle de l’ile de Cuba

Traviès illustrierte mit Erfolg schöne Ausgaben von Buffon und Achille Richard (1794–1852), Nouvelle galerie d'histoire naturelle von Lacépède, Dictionnaire universel d'histoire naturelle von Charles Henry Dessalines d’Orbigny oder Le règne animal von Cuvier und viele andere Werke.
Er war bezahlter Angestellter des Muséum national d’histoire naturelle und wohnte nahe dem Jardin des Plantes.
Zwischen 1831 und 1866 stellte er gelegentlich einige seiner Werke im Salon de Paris aus. Folgende Werke gehörten in diesem Zeitraum zu seinen Ausstellungsstücken, wobei 1848 Amable Nicolas Fournier (1789–1854) nach seiner Vorlage drei Gravuren ausstellte.
| Jahr | Nummer im Katalog | Titel                                                   | Kunstform |
| ---- | ----------------- | ------------------------------------------------------- | --------- |
| 1831 | 1996              | Insectes et papillon                                    | Aquarell  |
| 1831 | 1997              | Un brève                                                | Aquarell  |
| 1833 | 2268              | Un paon sauvage du Japon                                | Aquarell  |
| 1833 | 2269              | Combat d’un chardonneret et d’un moineau                | Aquarell  |
| 1833 | 2270              | Une caille de France                                    | Aquarell  |
| 1833 | 2271              | Deux petit perruches                                    | Aquarell  |
| 1833 | 2272              | Un moineau                                              | Aquarell  |
| 1834 | 1837              | Le scinque ocellé d'Egypte                              | Aquarell  |
| 1834 | 1838              | Le scinque de boutiques                                 | Aquarell  |
| 1834 | 1839              | Un lapin et ses petits                                  | Aquarell  |
| 1834 | 1840              | Le bouvreuil                                            | Aquarell  |
| 1835 | 2039              | Le hibon ou moyen-duc                                   | Aquarell  |
| 1835 | 2040              | Le jaseur d’Europe                                      | Aquarell  |
| 1835 | 2041              | Un cadre d’oiseaux                                      | Aquarell  |
| 1841 | 1902              | Paon sauvage du Japon                                   | Aquarell  |
| 1848 | 5022              | Amable Fournier: Trois gravures, d’après M. Ed. Traviès | Gravur    |
| 1866 | 2586              | Un milan royal                                          | Aquarell  |
| 1866 | 2587              | Une poule d’eau, nature morte                           | Aquarell  |

Gemeinsam mit Antoine Thiébault (1807–1880) veröffentlichte er 1852 Alphabet illustré des animaux.
Traviès verstarb in seinem Domizil in der Rue Lacépède, 15.

## Dedikationsnamen
Étienne Mulsant, Jules und Édouard Verreaux nannten 1866 Diphlogæna (Helianthea) Traviesi nach ihm. In der Widmung nannten sie ihn einen der berühmtesten naturhistorischen Maler. Heute wird diese Art als Hybride aus Violettscheitelkolibri (Coeligena torquata (Boissonneau, 1840)) und Fahlflügelkolibri (Coeligena lutetiae (Delattre & Bourcier, 1846)) betrachtet.

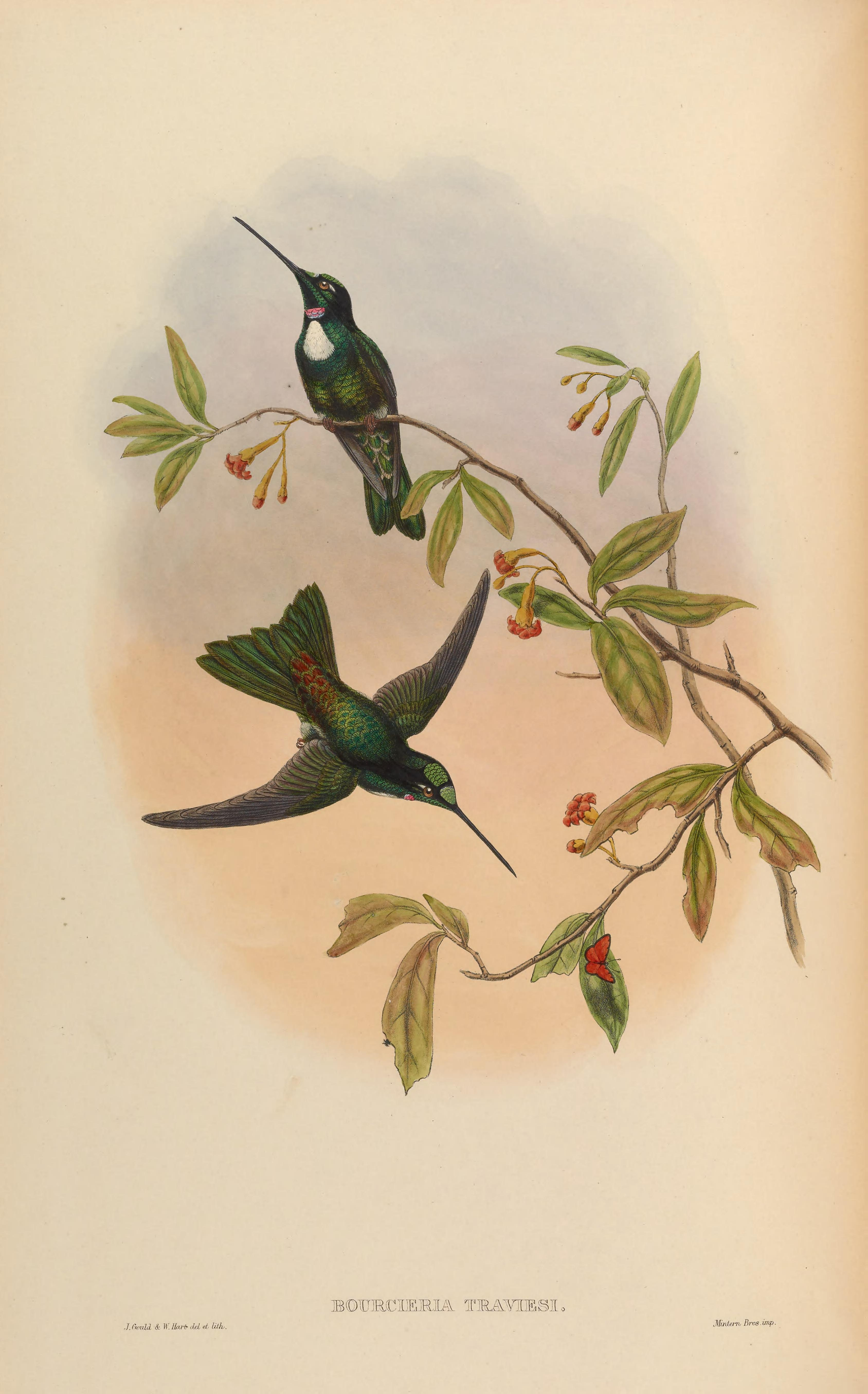
Bourcieria traviesi illustriert von John Gould & William Matthew Hart
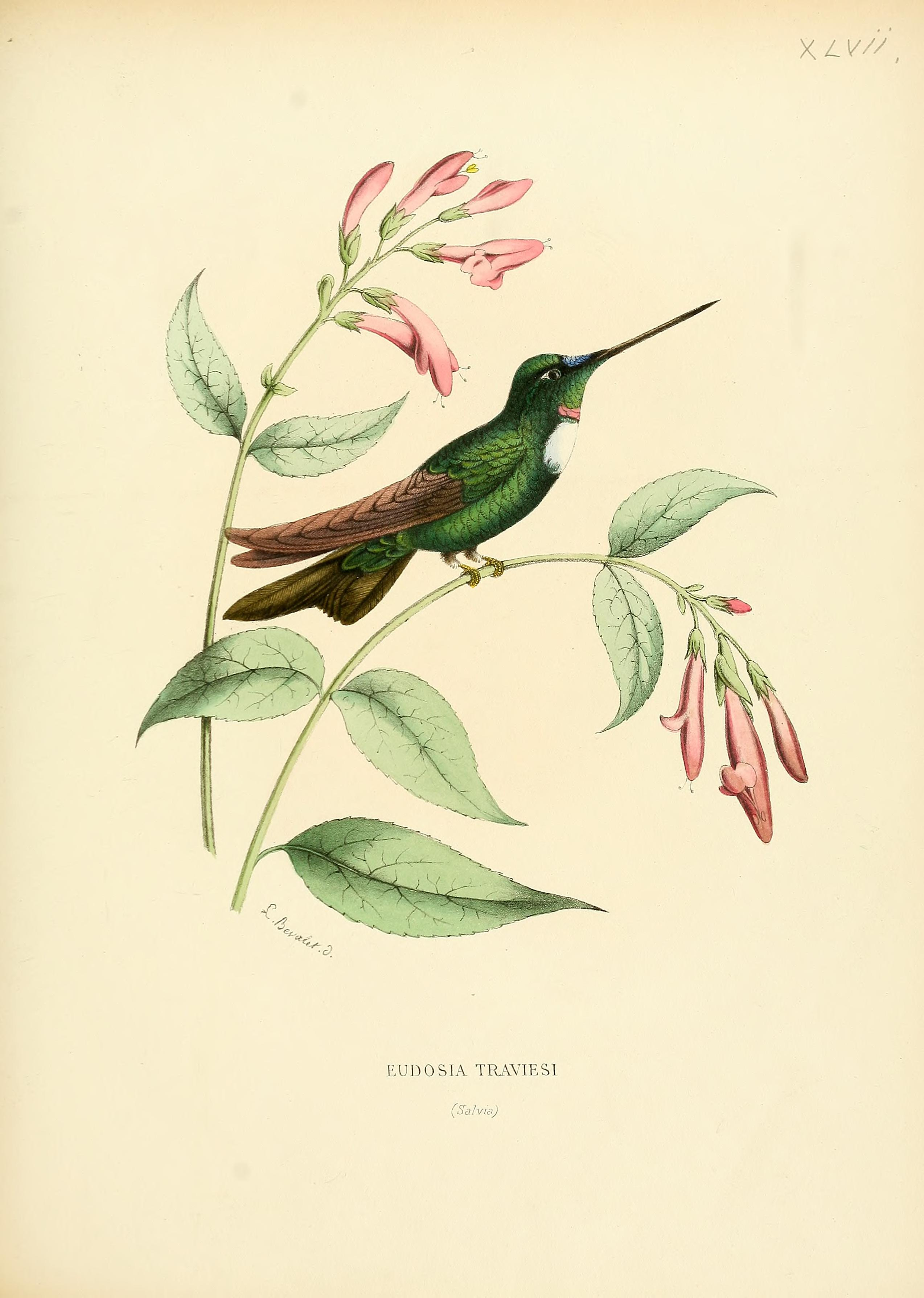
Eudosia traviesi illustriert von Louis Victor Bevalet
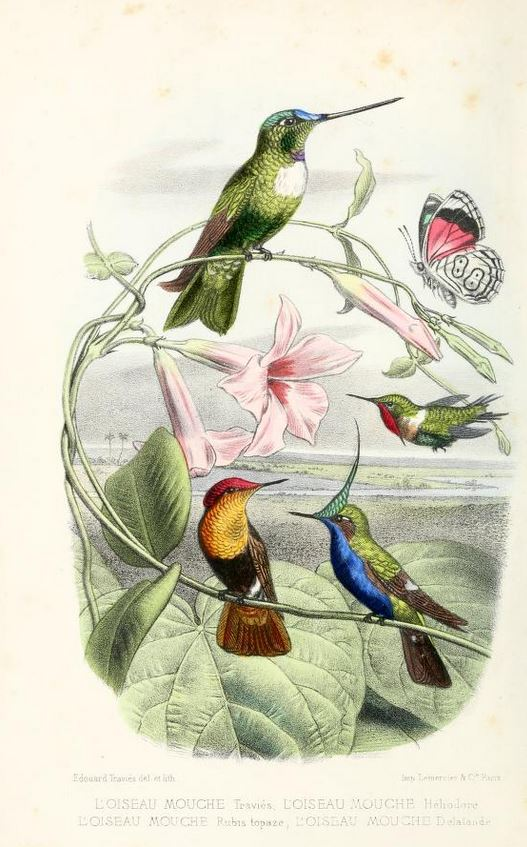
Oiseaux Mouche Travies illustriert von Tarvies

## Publikationen (Auswahl)
- in Georges-Louis Leclerc de Buffon, Achille Richard: Oeuvres complètes de Buffon : mises en ordre et précédées d'une notice historique par A. Richard. 21 & 22 Atlas. Pourrat frères., Paris 1849 (1833–1835).
- in Alcide Charles Victor Marie Dessalines d’Orbigny: Galerie ornithologique ou collection d'oiseaux d'Europe. Lamy, Paris (gallica.bnf.fr – 1836–1839).
- George Couvier: Le règne animal distribué d'après son organisation, pour servir de base à l'histoire naturelle des animaux et d'introduction à l'anatomie comparée. Edition Accompagnée de Planches Gravées. Fortin, Masson et Cie, Paris (biodiversitylibrary.org – 1836–1849).
- in Philip Barker Webb, Sabin Berthelot: Histoire naturelle des Iles Canaries (= Zoologie). Béthune, Paris (biodiversitylibrary.org – 1836–1846).
- in Ramón de la Sagra, Alcide Dessalines Orbigny: Histoire physique, politique et naturelle de l’ile de Cuba. Atlas: Mammifères (Denis-Henry Borromée) et Oiseaux (Jean Gabriel Prêtre, Édouard Traviès, Charlotte Hublier). Bertrand, Paris (idb.ub.uni-tuebingen.de [PDF] 1839–1856).
- Tafeln zu Joseph Fortuné Théodore Eydoux, François Louis Paul Gervais: Voyage autour du monde par les mers de l'Inde et de Chine exécuté sur la corvette de l'état la Favorite pendant les années 1830, 1831 et 1832 sous le commandement de M. Laplace (= Zoologie). Arthus-Bertrand, Paris 1839 (biodiversitylibrary.org).
- in Pierre Boitard, Jules Gabriel Janin: Le jardin des plantes; description et mœurs des mammifères de la Ménagerie et du Muséum d'histoire naturelle. J.-J. Dubochet et Cie, Paris 1845 (biodiversitylibrary.org).
- in Charles Henry Dessalines d’Orbigny: Dictionnaire universel d'histoire naturelle. Atlas: Zoologie – Race humaine, Mammiferes et Oiseaux. MM. Renard, Martinet etc cie, Paris 1849 (biodiversitylibrary.org).
- mit Antoine Thiébault: Alphabet illustré des animaux , contenant des exercices de lecture, la description des animaux les plus remarquables, un choix de fables en prose et en vers. Vignettes. Delarue, Paris 1852 (gallica.bnf.fr).
- Tafel zu Jules Bourcier: Note du genre Lophornis, Ch. Bp. – Lophornis Verreauxii, Bourc. In: Revue et magasin de zoologie pure et appliquée (= 2). Band 5, 1853, S. 193 (biodiversitylibrary.org).
- in Ferdinand Charles Philippe Comte de Esterno: Du vol des oiseaux: indication des sept lois du vol ramé et des huit lois du vol a voile. Simon Racon et Comp, Paris 1865 (archive.org).
- in Martial Étienne Mulsant: Lettres à Julie sur l’ornithologie. A. Laplace, Paris 1868 (biodiversitylibrary.org).
- in Henri-L. Alphonse Blanchon: Demeures aériennes des animaux, le nid. Simon Racon et Comp, Paris 1905 (gallica.bnf.fr).
- in Pierre Flourens: Nouvelle galerie d'histoire naturelle tirée des Oeuvres complètes de Buffon et de Lacépède précédée d'une Vie de Buffon par Flourens ; ornée de trente-deux gravures sur acier d'après les dessins de MM. Traviès et Henry Gobin. Garnier Frère, Paris 1895 (gallica.bnf.fr).